# Congrés Internacional de Matemàtics de 1908
El Congrés Internacional de Matemàtics de 1908 va ser el quart Congrés Internacional de Matemàtics celebrat del 6 d'abril a l'11 d'abril de 1908 a Roma, Itàlia.
Matemàtica aplicada va estar molt present durant el Congrés. La Comissió Internacional per a l'Ensenyament de les Matemàtiques es va crear durant el Congrés.

## Visió general
Per fer front a les despeses d'organització, l'Excel·lència el Ministre d'Educació va concedir la suma de 10000 lires, que es va ingressar al Pressupost de l'exercici 1907-1908.
El 5 d'abril de 1908, el rector de la Universitat de Roma, el professor Alberto Tonelli, quan quasi tots els membres del Congrés que ja havien arribat a Roma, es van reunir per a una reunió a l'Aula Magna de la Universitat de Roma.
A les 10.00 hores del 6 d'abril de 1908 a la Sala degli Orazi i Curiazi del Campidoglio i en presència del Rei d'Itàlia Víctor Manuel III d'Itàlia, es va inaugurar solemnement el Congrés Internacional de Matemàtics.
El Rei va ser rebut a la seva arribada per el Ministre d'Instrucció Pública, per l'alcalde de Roma, Ernesto Nathan, pel Senador Pietro Blaserna, President, i per altres membres de la Comissió Organitzadora del Congrés.

L'alcalde de Roma, Ernesto Nathan, va saludar els nombrosos assistents. Va dir:
I, tanmateix, a mi, humil amant de les disciplines econòmiques -com més adient el meu il·lustre col·lega el professor Leonida Tonelli- agraeix donar-vos, mestres de ciències exactes, la benvinguda: amb reverència en nom meu, amb aplaudiments en nom de la ciutat, que tinc l'honor de representar. No només per la sublim suma de coneixements que representeu com un tot, en el qual estic agraït de constatar que Itàlia no és una quantitat insignificant, sinó també per la idea més àmplia de la vostra trobada eclipsada.
El president del Comitè Organitzador del Congrés, el Pietro Blaserna, ha dit:
Qui cultiva una ciència, s'adona fàcilment que dos amants d'un mateix tema, encara que siguin llunyans i pertanyents a nacions diferents, estan més a prop l'un de l'altre, que altres dos estudiosos de ciències diferents encara que visquin a la mateixa ciutat.
Luigi Rava, ministre d'Instrucció Pública, va dir:
En nom del Govern faig extensiu a tots els que aquí s'hi han reunit, distingits estudiosos de les ciències matemàtiques de totes les nacions civils, la salutació auspiciosa d'Itàlia. […] Les matemàtiques són una ciència tal que només reconèixer el lloc al qual pertany s'acompanya d'una ampliació de l'horitzó mental.

## Conferències
El Congrés es va dividir en quatre seccions:
- Aritmètica, Àlgebra, Anàlisi:

Presentadors: Cesare Arzelà, Alfredo Capelli, Ernesto Pascal, Salvatore Pincherle
- Geometria:

Presentadors: Henry Whitehead, Corrado Segre
- Mecànica, física matemàtica, geodèsia, aplicacions diverses de les matemàtiques:

Presentadors: Tullio Levi-Civita, Luigi Luiggi, Paolo Pizzetti, Guido Toja
- Temes filosòfics, històrics i educatius:

Presentadors: Federigo Enriques, Gino Loria, Giovanni Vailati
Entre les aplicacions de la tercer secció es va decidir incloure explícitament la matemàtica actual.

## Medalla Guccia
La idea d'un Premi internacional de matemàtiques s'havia suggerit per primera vegada en els primers anys del segle xx, donant lloc a la creació de l'anomenada Medalla Guccia. S'havia creat el 1904, en honor al matemàtic italià Giovanni Guccia.
Va ser concedit només una vegada al matemàtic italià Francesco Severi.

## Absència de Poincaré
L'abril de 1908, Henri Poincaré va agafar un tren cap a Roma, on tenia previst oferir una conferència plenaria al Congrés, sobre l'estat actual de les matemàtiques i les seves perspectives de futur. Va ser la seva primera oportunitat de respondre al discurs de David Hilbert, pronunciat al 1900 International Congress of Mathematicians, en el qual va presentar els problemes de Hilbert.
Poincaré no va poder respondre-li al Congrés Internacional de Matemàtics de 1904 perquè va optar per assistir al Congrés Internacional de les Arts i les Ciències a Saint-Louis, on va parlar sobre el passat, el present i el futur de la física (La valeur de la science).
Tanmateix, el 1908 Poincaré sabia que els problemes d'Hilbert començaven a cridar l'atenció, i com molts altres matemàtics francesos, era ben conscient que els alemanys estaven fent les coses bé. Hilbert estava atraient molts estudiants talentosos a Göttingen, inclosos diversos estrangers.
Poincaré, com a líder universalment reconegut de la Comunitat matemàtica francesa, es va sentir clarament obligat a iniciar el repte d'Hilbert. Després va enviar una carta a Hilbert però no va participar al Congrés.

## Cerimònia de clausura
El Congrés Internacional de Matemàtics de 1912 es va decidir a Anglaterra. El president del Congrés de 1908 va presentar a Andrew Forsyth, qui va expressar el desig en el Congrés Internacional de Matemàtics de 1904 pel George Greenhill, i va rebre favorablement per l'Assemblea, que aquest Congrés es pogués celebrar a Anglaterra. Va proposar formalment que se celebrés a Cambridge el 1912; i això per part de la Cambridge Philosophical Society, que s'encarregarà de la preparació del Congrés. Això també ho desitja la London Mathematical Society i molts matemàtics anglesos, escocesos i irlandesos. Andrew conclou amb les paraules següents:
La Cambridge Philosophical Society convida el Congrés Internacional de Matemàtiques a celebrar la seva cinquena reunió el 1912 a Cambridge.
Després d'aprovar-se la candidatura de Cambridge, el Andrew Forsyth va afegir:
Vull agrair a aquest Congrés l'honor que han fet a Cambridge en acceptar la invitació de la Cambridge Philosophical Society. La reunió es farà el mes d'agost de 1912: sens dubte estareu disposats a permetre que el Comitè Executiu, que es formarà, fixi la data exacta en aquell mes. Mentrestant, permeteu-me assegurar-vos que farem tot el que estigui a les nostres mans per promoure els interessos científics del Congrés.
Gösta Mittag-Leffler va fer la següent declaració:
Com a matemàtic suec i editor de l'Acta Mathematica, tinc l'honor de convidar el Congrés Internacional de Matemàtics a reunir-se a Estocolm el 1916.
El president va declarar que només es prendrà una resolució al respecte al Congrés Internacional de Matemàtics de 1912; però que aquesta proposta s'inserirà en el text de les Actes del Congrés actual, i s'aconsellarà en el proper Congrés de 1912.

Jacques Hadamard va presentar una sol·licitud personal al Congrés:
Convençut de la utilitat de l'acostament entre Matemàtiques i Física, convençut també que aquest acostament encara no és tan íntim com seria desitjable, va sol·licitar que, en el futur, possiblement es convoqui conjuntament els Congressos Internacionals de Matemàtiques i Física. Tanmateix, no vol influir en les decisions ja preses.
Aquesta decisió va ser rebutjada.